# 高永清
高永清（1914年—1982年12月12日），日文名中山清，是一位出身賽德克族霧社群荷戈社的醫師及政治人物。他曾任仁愛鄉首任鄉長、臺灣省臨時省議會第三屆議員、臺灣省議會第一屆議員。

## 生平

### 早年生活
1914年，高永清出生於臺中州能高郡霧社。1930年，高永清的父親在霧社事件中陣亡，母親自縊；隨後，他在巡查小島源治庇護下前往川中島定居，並在日後成為川中島駐在所的警手。
1932年，高永清在當局安排下與花岡二郎遺孀高山初子結婚。
1937年，高永清升任雇員；1941年，他升任臺中州乙種巡查，並從事山地醫療保健職務。此間，他眼見許多族人因山區醫療資源匱乏而死去，因而下定決心自學以改變現況。
1942年，高永清應考臺灣總督府第二屆乙種醫師試驗，隨後取得乙種限地醫資格並辭去巡查職務，於同月在家鄉就任公醫。此間，他的妻子初子取得助產婦資格，夫妻倆致力於改善當地醫療。

### 戰後生涯
戰後，高永清取得醫師資格檢定合格，與妻子共同任職於仁愛鄉衛生所。
1951年，高永清登記參選第一屆仁愛鄉鄉長並順利當選，後再連任一屆；在任期間，他曾在1952年與魚池鄉長黃甘陳情建議當局修改《戶稅征收條例》第十及十三條條文或訂定補充規定以利偏鄉建設。
1957年，高永清仁愛鄉長任期屆滿，並在臺灣省臨時省議會第三屆改選上代表中國國民黨參選且順利當選。當年，高永清提請當局將已保送各省立中學初級部的族人自該年度起將於畢業後再保送師範學校。1958年，高永清與潘福隆、高贏清等議員聯名提案山地供銷會業務人員由原住民族擔任，以改進會務並利益族人生活；高永清也與潘福隆聯名提案建議當局撥款補助南投、屏東山區初級農業職業學校增建校舍。此外，高永清也曾建議當局於人口一萬以上山地鄉設立戶籍課，並建議撤廢各縣級政府山地室，以提升山地地區行政效率。1959年，高永清建議當局培訓山地衛生服務所的護理助產士，以提升山區衛生保健水平。高永清也曾建議當局考慮山地原住民族文化差異及經濟能力，對犯罪情事較輕的族人予以在各警察分局就地處理，從而免得面臨司法訴訟。
1959年6月，行政院以行政命令改制臺灣省臨時省議會為臺灣省議會，高永清續任第一屆臺灣省議會議員至1960年。

### 晚年
1960年，高永清省議員任期屆滿，隨後返回仁愛鄉繼續於衛生所服務至1970年。
退休後，高永清在廬山溫泉經營碧華莊旅社，並於1982年去世。

## 家庭
高永清的妻子族語名Obing Tado（日文名高山初子，戰後改名高彩雲）；她是賽德克族荷歌社頭目Tado Nokan的長女，她在十六歲時與族人花岡二郎（族語名Dakis Nawi）結為夫妻。在花岡二郎死於霧社事件後，她產下遺腹子花岡初男（族語名Awi Dakis，戰後改名高光華），並隨後改嫁族人Piho Walis（當時日文名為中山清，戰後改名高永清）。
她與Piho Walis育有女兒中山杏子（族語名Iwan Pihu，戰後改名高杏香）。

## 著作
- 《霧社緋桜の狂い咲き－虐殺事件生き残りの証言》. 東京. 教文館. 1988.[3]

## 影視形象
| 年份 | 作品     | 演員   |
| ---- | -------- | ------ |
| 2003 | 風中緋櫻 | 王志恩 |

| 年份 | 作品        | 演員                 |
| ---- | ----------- | -------------------- |
| 2011 | 賽德克·巴萊 | 演員名單中未透露名字 |

## 外部鏈結
- 霧社事件特輯訣別的悲劇| 臺灣與海洋亞洲 （页面存档备份，存于）
- 試論戰後臺灣關於霧社事件的詮釋下